# Parafia Trójcy Świętej w Giżycku
Parafia Trójcy Świętej w Giżycku – greckokatolicka parafia w Giżycku, w dekanacie węgorzewskim. Obsługiwana przez bazylianów z klasztoru w Węgorzewie. 
Parafia powstała po 1947, na potrzeby Ukraińców wysiedlonych do Giżycka i okolic w ramach Akcji „Wisła”. W latach 1991–1995 wzniesiono parafialną cerkiew. Do tej pory grekokatolicy korzystali z pomieszczeń miejscowego kościoła ewangelickiego.
Od 2001 parafia organizuje Jesienne Koncerty Muzyki Cerkiewnej.